# Mas de Liviers
Le mas de Liviers est un mas situé sur la commune de Saint-Gilles dans le département français du Gard.

## Historique
Il fait l'objet d'un classement au titre des monuments historiques depuis 1935.